# Departamento Comodoro Rivadavia
Comodoro Rivadavia fue un departamento de la Zona Militar de Comodoro Rivadavia, Argentina, existente entre 1944 y 1955.

## Toponimia
Toma su nombre de su ciudad capital, quien a su vez es nombrada al Comodoro Martín Rivadavia.

## Geografía
El departamento tenía una superficie de aproximadamente 4476 kilómetros cuadrados y su nombre se debía a su ciudad cabecera, Comodoro Rivadavia, también capital de la gobernación militar. Limitaba al norte con el departamento Pico Salamanca, al oeste con los departamentos Sarmiento y Las Heras, al sur con el departamento Pico Truncado y al este con el océano Atlántico.

## Población e historia
En el censo de 1947 tenía una población de 30.854 habitantes, siendo el más poblado del territorio, de los cuales eran 19.123 hombres y 11.731 mujeres. La población urbana registrada fue de 25.651 habitantes, mientras que la rural fue de 5.203. Esta magnitud lo situó como el más poblado del desaparecido territorio nacional.
Desde la disolución de ZMCR en 1955, su sector norte forma parte del departamento Escalante de la provincia del Chubut y su sector sur, del departamento Deseado de la provincia de Santa Cruz.

## Ciudades
- Comodoro Rivadavia
- Rada Tilly

### Integrantes delaglomerado urbano de Comodoro Rivadavia
- Acceso Norte
- Barrio Militar - Aeropuerto
- Caleta Córdova
- Caleta Olivares
- Castelli
- Ciudadela
- Cuarteles
- Don Bosco
- General Mosconi
- Gas del Estado
- Güemes
- Laprida
- Manantial Rosales
- Próspero Palazzo
- Presidente Ortiz
- Restinga Alí
- Rodríguez Peña
- Saavedra
- Sarmiento
- 25 de mayo
- Villa S.U.P.E.

### Localidades menores y parajes
- Astra
- Diadema Argentina
- Pampa del Castillo
- Campamento El Tordillo
- Holdich
- El Trébol
- Escalante
- Cañadón Perdido
- La Lobería
- Sindicato Dodero
- Playa Las Golondrinas
- Playa Alsina
- La Esperanza